# Споменик у Малој Копашници
Споменик у Малој Копашници подигнут је у част борцима Мале Копашнице погинулим у Првом и Другом светском рату. Споменик су подигли грађани и Удружење бораца НОР-а Мала Копашница. Откривање споменика је извршио Миодраг Николић 4. јуна 1988. године.

## Натпис на споменику
Борцима Мале Копашнице погинулим у I светском рату, НОБ-у и у револуцији стрељаним скојевцима на Бубњу и жртвама фашистичког терора.
Борци НОБ-а
1. Николић Влајко 6.9.1923-27.3.42, ученик Гимназије борац Лесковачког НОП одреда члан СКОЈ-а од 1939.
2. Илић Стојан Цонка 1919-1943 члан СК КПЈ

Први светски рат
1. Јовић Јеврем
2. Марковић Драгутин
3. Гавриловић Кузман
4. Гавриловић Драгутин
5. Ранђеловић Милутин
6. Ранђеловић Лука
7. Илић Драгутин
8. Петровић Милан
9. Симоновић Влајко
10. Симоновић Apca
11. Симоновић Светозар
12. Taсић Mилан
13. Спасић Тодор
14. Павловић Mилан

Стрељани Скојевци
1. Јовић Миливоје
2. Илић Александaр
3. Илић Милорад
4. Гавриловић Михајло

Жртве фаш. терора
1. Ранђеловић Живоин
2. Илић Јосиф